# 美吉野運動競技場

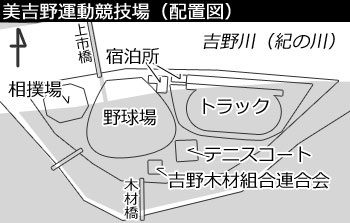
美吉野運動競技場配置図
国土地理院地図・空中写真閲覧サービス、ふるさと吉野 懐古写真集を参考に作成。グレーの部分は現在の地形

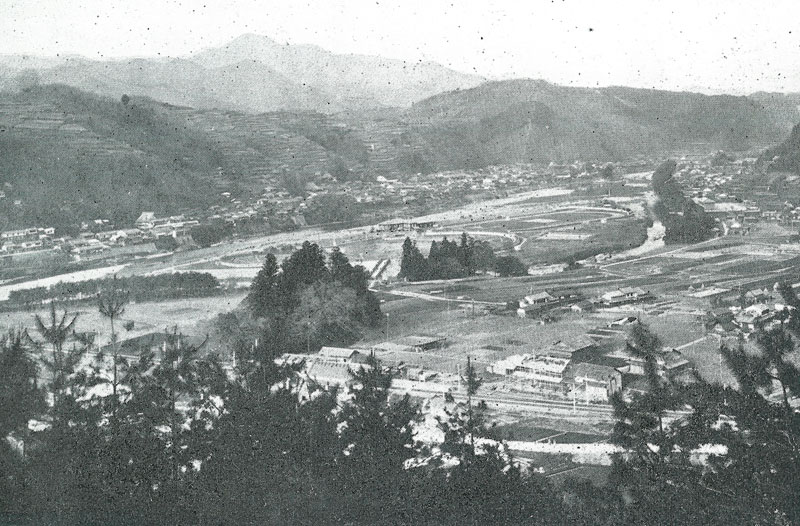
日本地理風俗大系第8巻（昭和6年刊行）より
中州に建設された美吉野運動競技場。まだ木材橋、上市橋、吉野木材組合連合会の建物もない

美吉野運動競技場（みよしのうんどうきょうぎじょう）は、かつて大正後期から昭和初期または中期にかけて奈良県吉野郡上市町（現・吉野町）に存在した複合運動施設。美吉野グラウンド、美吉野グランド、美吉野運動場とも。本項では、消失した現在に至るまでの変遷についても述べる。

## 美吉野運動競技場
吉野鉄道の社長・阪本仙次が欧米に学び、大正時代後期（大正13年または15年か）に吉野郡上市町（現・吉野町）の中の島と呼ばれた吉野川（紀の川）の中州に建設された。設計者は後に花園ラグビー運動場（現・東大阪市花園ラグビー場）の設計にも携わる中尾保である。日本陸上競技連盟公認の陸上競技場で、400メートルトラックとスタンドを持ち、トラックの他には相撲場、硬式野球場、2面のテニスコートがあった。またラグビー、サッカー、バスケット、バレーボールなどの施設具を有し、シャワーやトイレ、売店などが入った建物（宿泊所）があった。1935年（昭和10年）に吉野鉄道は大阪電気軌道（現在の近畿日本鉄道の源流の一つ）と合併し経営権が移ったことにより、あまり使われなくなったようである。
当時、日本三大陸上競技場の一つとされ谷三三五、吉岡隆徳、織田幹雄、南部忠平、人見絹枝、中西みちなど日本を代表する陸上選手らが同地で開かれた競技大会に参加した。このうち谷は競技場の管理人を務めており、その縁で他の日本の有力選手が競技場を練習場所としても使用した。同地で開かれた大会としては年間行事として「全国女子陸上競技選手権大会（日本女子オリンピック大会）」、「全国学童選手権大会（学童オリンピック）」、「関西大学対抗陸上競技大会」などがあり、国際競技大会も開かれたという。また陸上競技場として存続した間に15種目にわたる日本新記録が作られた。早稲田大学や東京文理科大学の合宿所としても利用された。

## 消失するまで
トラックは、1939年（昭和14年）頃から吉野貯木場として利用が開始され、戦後の1950年（昭和25年）4月には吉野木材組合連合会の木材市場となり、のちの河川改修が行われたあとの現在も当地で木材市が行われている。
一方、野球場は、その後もグラウンドとして使われ野球以外にも運動会や郷土の競技大会などが行われていた。第二次世界大戦中には戦技訓練の道場として使われた。相撲場は大相撲の地方巡業でも使われたが、戦後、1951年（昭和26年）に、吉野中学校が建設される。野球場は、中学校のグラウンドとしても使われた。なお、戦後の一時だけ、この野球場でプロ野球公式戦を行っている（後述）。
しかし1959年（昭和34年）に襲った伊勢湾台風で吉野川沿いも大規模な水害を受け、この中の島も冠水した。翌1960年（昭和35年）には復旧したが、同年に行われた四月日本体操祭奈良県大会を最後に、運動競技場としての使命を終える。
その後、水害対策のため、中の島によって二つに分かれている吉野川を一本化し直線化することになり、南側の川を埋め立て川幅を狭め（現在は周辺の谷から流れ込む小川が流れている）、対岸と狭まっていた中の島の北岸を削り、桜橋付近から上市橋付近にかけて堤防が作られた。北岸が削られたことにより、同地にあった吉野中学校は移転し、現在の場所に今の吉野町立吉野小学校が作られ、上市橋から旧木材橋までを結ぶ道路が敷かれて現在に至る（配置図参考）。この河川改修工事によって美吉野運動競技場の全ての施設が消失した。
地形の変遷に関しては国土地理院の地図・空中写真閲覧サービスで見ることができる。
昭和54年、この地より北東に約５キロの所に吉野運動公園が整備された。

## その他
- 吉野山の桜の花見盛りの土日には、パークアイランドとして木材市場が臨時駐車場として使われ、吉野山への臨時のバス発着場となっている。
- 中の島が中州だった名残として、現在も当地の住所は吉野川南岸でありながら吉野町上市である。

## プロ野球公式戦開催実績
パ・リーグ4試合が開催された。
- 1950年5月19日 阪急ブレーブス 5-9 東急フライヤーズ、近鉄パールス 1-14 南海ホークス（変則ダブルヘッダー）
- 1952年8月3日 近鉄パールス 9-13、0-7 南海ホークス（ダブルヘッダー）